# Bertolonia
Bertolonia é um género botânico pertencente à família Melastomataceae.

## Espécies
- Bertolonia acaulis Cham.
- Bertolonia acuminata Gardner
- Bertolonia aenea Naudin (GCI)
- Bertolonia angustifolia Cogn.
- Bertolonia carmoi J.F.A.Baumgratz
- Bertolonia formosa Brade
- Bertolonia foveolata Brade
- Bertolonia grazielae Baumgratz